# Schmalblättriges Weidenröschen
Das Schmalblättrige Weidenröschen (Epilobium angustifolium) ist eine Pflanzenart aus der Gattung Weidenröschen (Epilobium) innerhalb der Familie der Nachtkerzengewächse (Onagraceae).

## Beschreibung

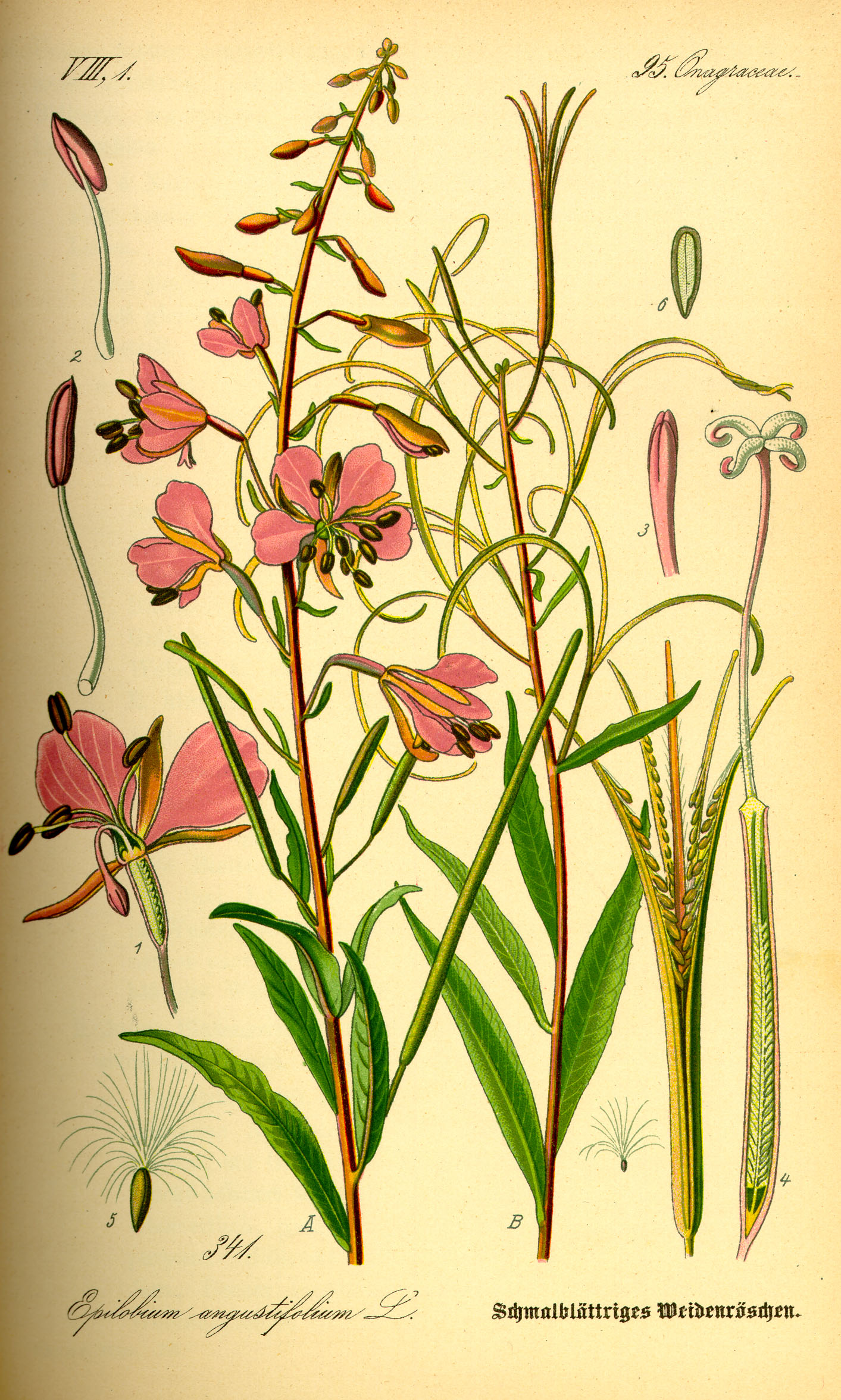
Illustration in Otto Wilhelm Thomé: Flora von Deutschland, Österreich und der Schweiz, Gera 1885

### Vegetative Merkmale
Das Schmalblättrige Weidenröschen wächst als sommergrüne, ausdauernde krautige Pflanze und erreicht Wuchshöhen von meist 50 bis 120, selten bis zu 200 Zentimetern. Sie bildet ein weit kriechendes Rhizom als Überdauerungsorgan und zur vegetativen, klonalen Ausbreitung zusätzlich zur generativen über die Flugsamen. Die aufrechten, im Querschnitt runden bis stumpfkantigen und meist unverzweigten Stängel sind kahl oder nur schwach behaart und bis in die Spitze dunkel-purpurn gefärbt.
Die wechselständig angeordneten Laubblätter sind kurz gestielt. Die einfache Blattspreite ist schmal lanzettlich mit einer Länge von etwa 5 bis 20 Zentimetern und einer Breite von 1 bis 2,5 Zentimetern. Die blaugrün gefärbte Blattunterseite weist deutlich hervortretende Blattadern auf. Der schwach schwielige, gezähnte Blattrand ist nach unten gebogen.

### Generative Merkmale

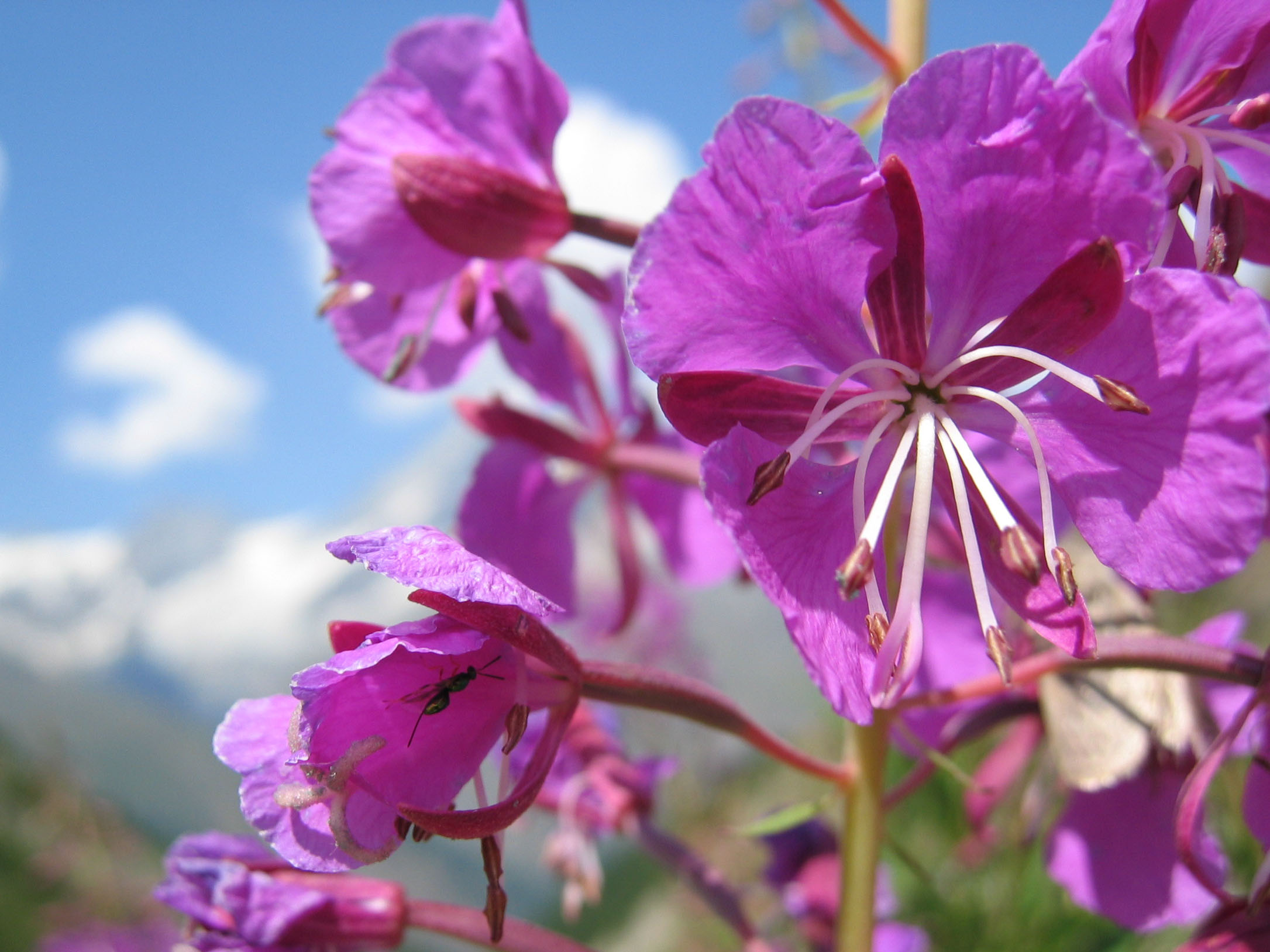
Blütendetail – deutlich erkennbar die vier dunkleren Kelchblätter

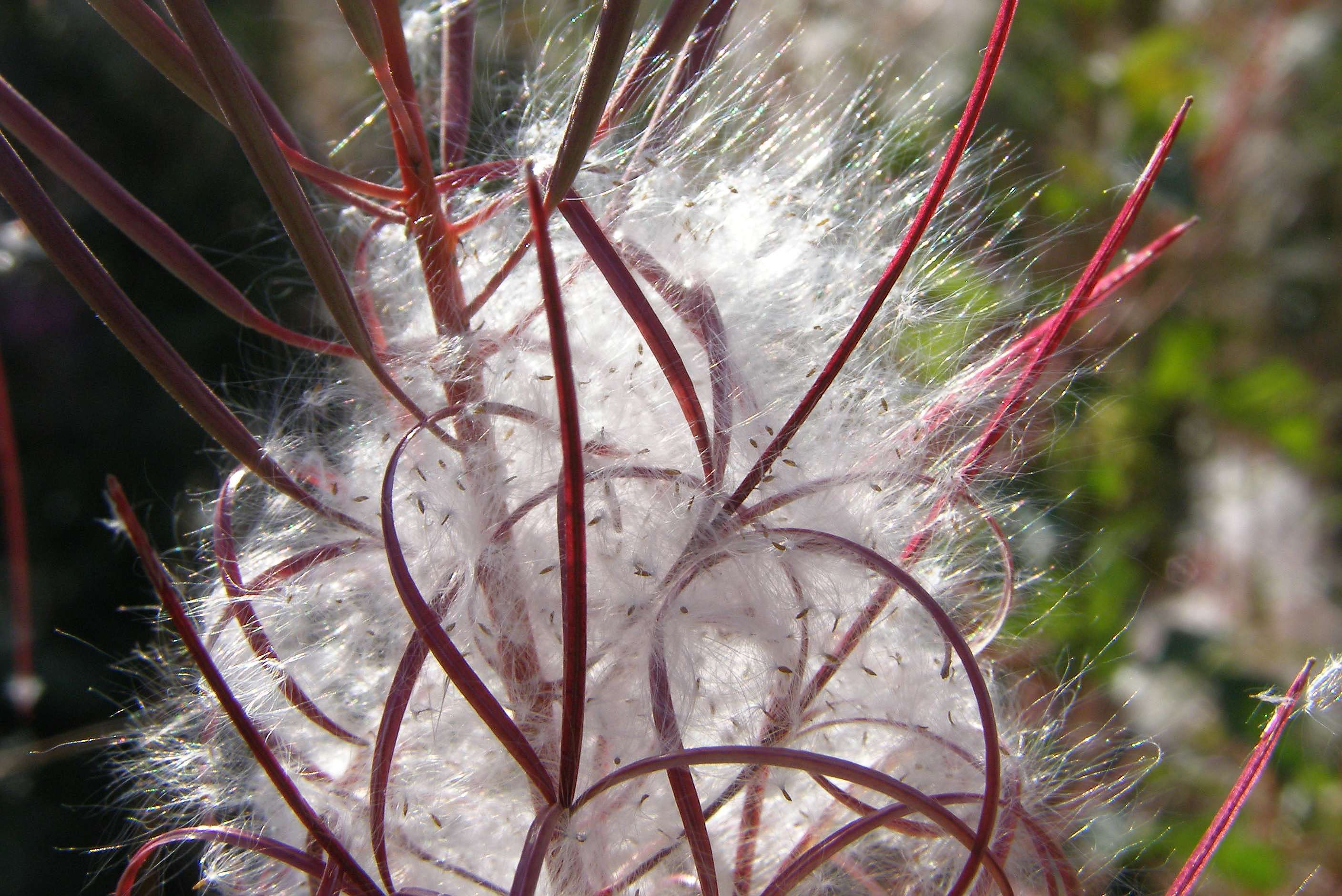
Fruchtstand

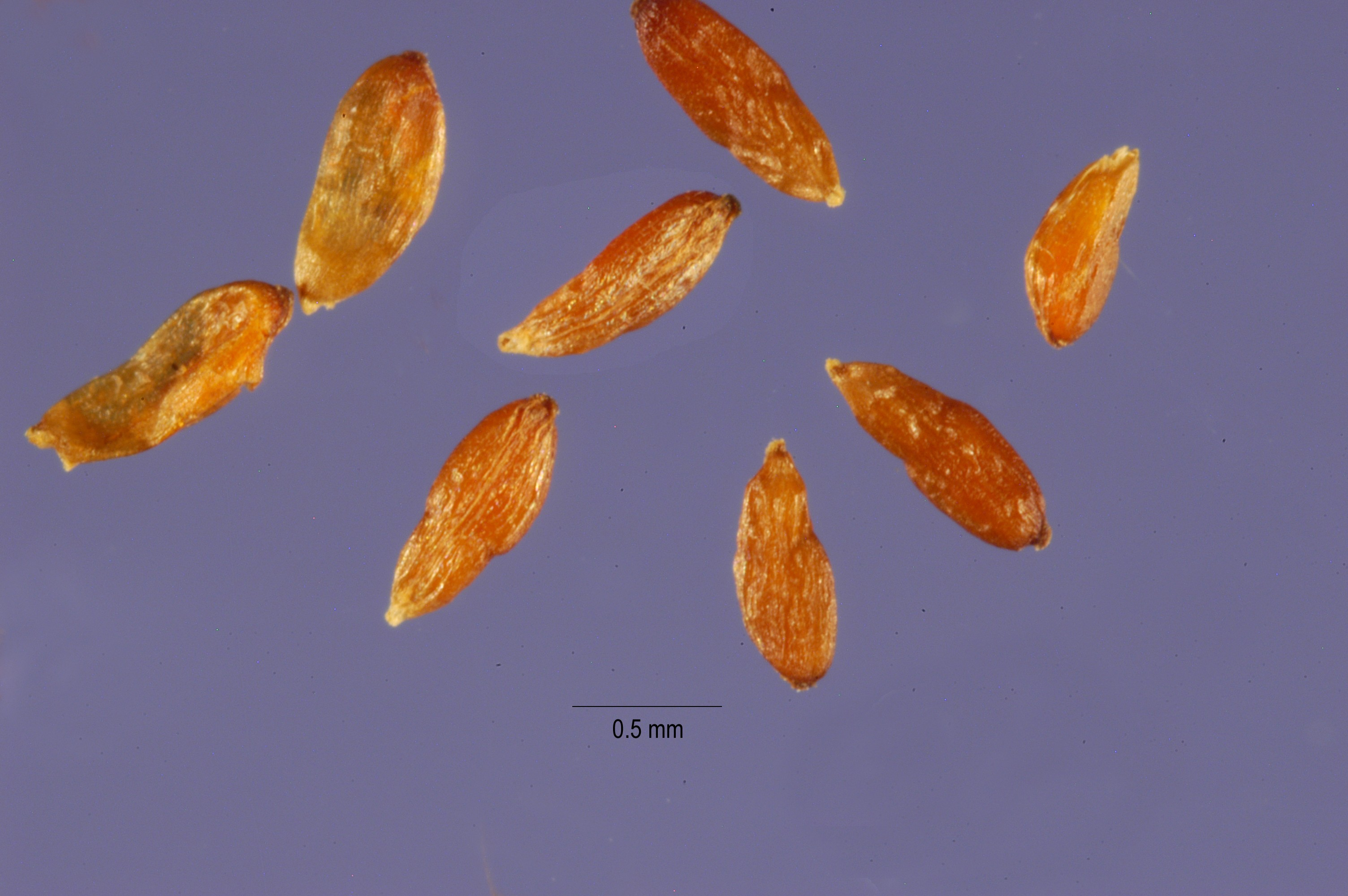
Samen von Epilobium angustifolium subsp. angustifolium

Die Blütezeit erstreckt sich von Juni bis August. Die zahlreichen Blüten sind in einem langen, endständigen, traubigen Blütenstand angeordnet. Im Gegensatz zu den meist radiärsymmetrischen Blüten vieler Weidenröschen-Arten, sind die Blüten des Schmalblättrigen Weidenröschens ein wenig zygomorph. Die rosa- bis purpurfarbenen Blüten sind etwa 2 bis 3 Zentimeter breit. Die vier Kelchblätter sind linealisch und außen rötlich. Die vier heller gefärbten Kronblätter sind breit abgerundet bis leicht ausgerandet und kurz benagelt. Der am Grund meist etwas behaarte Griffel endet in einer vierteiligen Narbe.
Die Kapselfrucht ist schlank, lang, fachspaltig und rot überlaufen. Beim Aufspringen rollen die Klappen etwas zurück. Die winzigen Samen sind langlebig.
Die Chromosomenzahl beträgt 2n = 36.

## Ökologie
Eine vegetative Vermehrung erfolgt durch Wurzelsprosse und durch Verzweigungen des Rhizoms. Durch seine Rhizome gilt das Schmalblättrige Weidenröschen als wichtiger Bodenfestiger.
Die Aufblühfolge ist von unten nach oben, wodurch die Fremdbestäubung gesichert ist. Es finden sich daher gleichzeitig Knospen, Blüten und Früchte an einer Pflanze – ähnlich wie es auch vom Faulbaum her bekannt ist. Bestäuber sind vor allem Hautflügler. Die zahlreichen Blüten sind eine gute Bienenweide. Der deutsche Botaniker Christian Konrad Sprengel entdeckte im Juli 1790 an dieser Art die Fremdbestäubung. Er schreibt: Im Sommer des vorher genannten Jahres entdeckte ich an dem Epilobium angustifolium etwas, worauf ich von selbst nie würde gefallen seyn, nemlich daß diese Zwitterblume von Hummeln und Bienen befruchtet wird, aber nicht ein jedes Individuum vermittelst seines eigenen Staubes, sondern die älteren Blumen vermittelst desjenigen Staubes, welchen diese Insekten aus den jüngeren Blumen in dieselben schleppen.
Die Samen besitzen einen langen Haarschopf und können somit als typische Schirmchenflieger mit einer Sinkgeschwindigkeit von 20 Zentimeter pro Sekunde Flugweiten von mindestens 10 Kilometern erreichen. Pro Pflanze werden hunderttausende Samen produziert, wodurch sehr schnell neue Flächen wie etwa Kahlschläge besiedelt werden können.
Zu den Fressfeinden gehört der Rüsselkäfer Auleutes epilobii (Paykull, 1800). Die Larven wachsen in Gallen der Blütenstandsachse heran.

## Vorkommen
Das Schmalblättrige Weidenröschen ist auf der Nordhalbkugel zirkumpolar verbreitet. Die Vorkommen reichen bis weit in den Norden, in Europa bis weit nach Skandinavien. In den Alpen ist das Schmalblättrige Weidenröschen von der Tallage bis in Höhenlagen von 2000 Metern anzutreffen. In den Allgäuer Alpen steigt es im Tiroler Teil zwischen Lechleiten und der Hundskopfalpe bei Steeg bis zu einer Höhenlage von 1910 Meter auf. In Graubünden steigt es auf der Isla Pers am Morteratschgletscher bis 2530 Meter auf.
Als Standort bevorzugt dieser Rohbodenpionier Kahlschläge, Ufer, Böschungen, Fels- und Blockschutt, Trümmergrundstücke sowie Ruderalstellen im Allgemeinen. Die kalkmeidende Lichtpflanze gedeiht auf frischen, nährstoffreichen Lehmböden. Sie ist pflanzensoziologisch in Mitteleuropa eine Charakterart der Klasse Epilobietea angustifolii und kommt optimal im Senecioni-Epilobietum angustifolii, seltener auch in Gesellschaften der Klasse Betulo-Adenostyletea vor.
Die ökologischen Zeigerwerte nach Landolt et al. 2010 sind in der Schweiz: Feuchtezahl F = 3 (mäßig feucht), Lichtzahl L = 3 (halbschattig), Reaktionszahl R = 3 (schwach sauer bis neutral), Temperaturzahl T = 3 (montan), Nährstoffzahl N = 3 (mäßig nährstoffarm bis mäßig nährstoffreich), Kontinentalitätszahl K = 4 (subkontinental).

Wappen des Yukon-Territoriums mit Fireweed

Insbesondere nach Waldschlägen oder Waldbränden kann sie sich auf der entstandenen Lichtung sehr schnell ausbreiten. Von dieser Eigenschaft leitet sich der englische Name „Fireweed“ ab, welcher in Alaska und Kanada gebräuchlich ist. So findet sich Epilobium angustifolium auch im Wappen des kanadischen Yukon-Territoriums.
Aufgrund ihrer Eigenschaften als Pionierpflanze vermehrte sich das Schmalblättrige Weidenröschen stark auf den durch Luftangriffe und Bodenkämpfe des Zweiten Weltkriegs entstandenen städtischen Schutt- und Trümmerflächen. Die zuvor im urbanen Bereich ungewohnten bzw. unbekannten Pflanzen der Ruderalflora – insbesondere aber die Schmalblättrigen Weidenröschen – erhielten den volkstümlichen Namen „Trümmerblumen“.

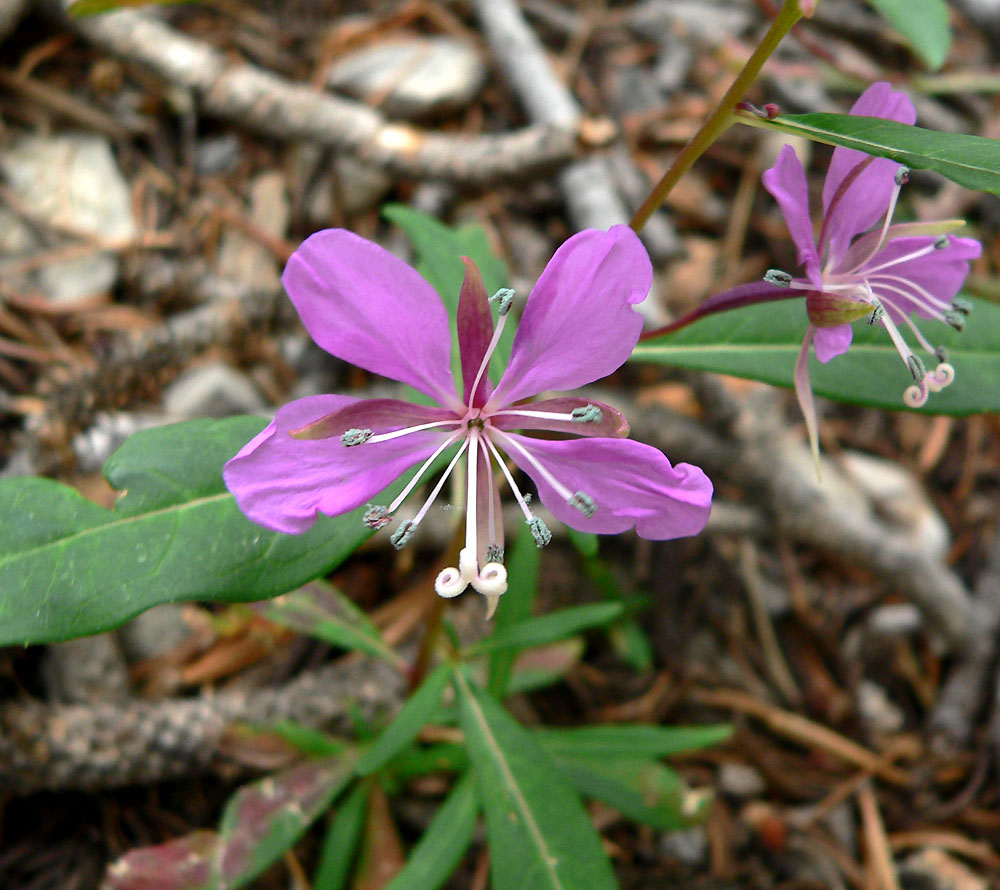
Epilobium angustifolium subsp. circumvagum

## Systematik
Die Erstveröffentlichung erfolgte 1753 unter dem Namen Epilobium angustifolium durch Carl von Linné in Species Plantarum Tomus I, S. 347. 1771 wurde sie durch Giovanni Antonio Scopoli unter dem Namen Chamaenerion angustifolium (L.) Scop. in die Gattung Chamaenerion Ség. gestellt. 1972 verwarf der tschechische Botaniker Josef Holub die Gattung Chamaenerion als ungültig und stellte das Schmalblättrige Weidenröschen unter dem Namen Chamerion angustifolium (L.) Holub in die Gattung Chamerion (Raf.) Raf. ex Holub. Der russische Botaniker Alexander Sennikov kam dagegen 2011 zu dem Schluss, dass Chamaenerion Ség. der älteste regelgerecht publizierte Name ist, der 1872 mit Epilobium angustifolium lektotypifiziert wurde. Ein weiteres heterotypisches Synonym ist Epilobium spicatum Lam.
In der phylogenetischen Analysen folgenden Revision der Onagraceae wurde die Gattung Chamaenerion (als Chamerion) 2007, nachdem sie zuvor mehrheitlich wieder verworfen war, wiederbelebt und 2011 bestätigt. Chamaenerion und Epilobium s. str. stellen demnach Schwestertaxa dar, die eine monophyletische Gruppe bilden. Daher ist sowohl die Anerkennung als eigene Gattungen als auch die Behandlung als eine Gattung wissenschaftlich gerechtfertigt. Im englischsprachigen Raum und in der Flora of China 2007 wird Chamerion anerkannt, im deutschsprachigen Raum manchmal nicht.
Von Epilobium angustifolium sind mindestens drei Unterarten anerkannt:
- Epilobium angustifolium L. subsp. angustifolium
- Epilobium angustifolium subsp. circumvagum Mosquin: Sie kommt auf der Krim, in den gemäßigten Gebieten Asiens und von Nordamerika bis ins nordwestliche Mexiko vor.
- Epilobium angustifolium subsp. macrophyllum (Hausskn.) Hultén: Sie kommt in Japan vor.

## Verwendung

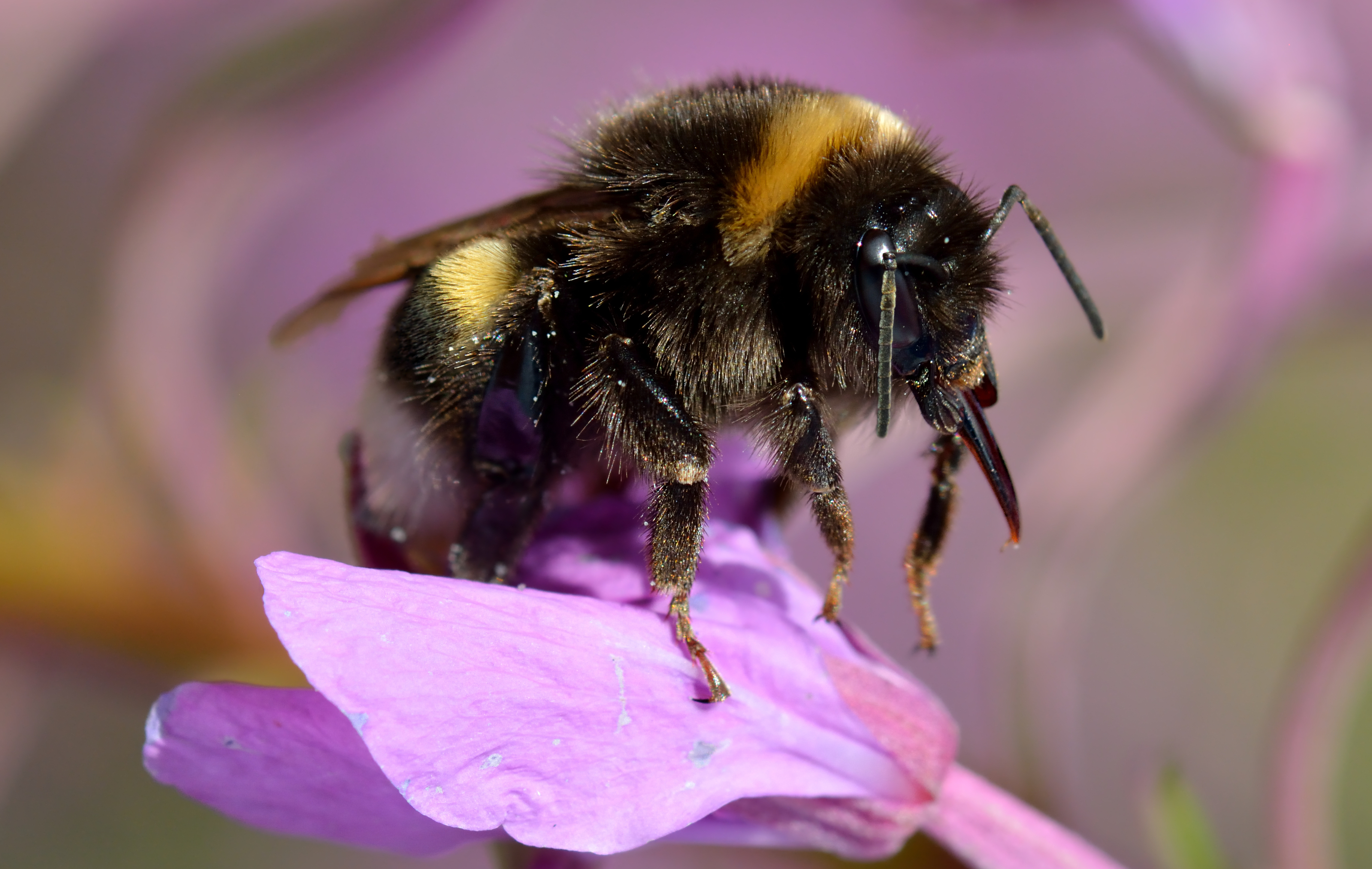
Die Blüten sind attraktiv für Hummeln und Bienen.

Die jungen unter- und oberirdischen Pflanzenteile können ähnlich dem Spargel als Salat oder Gemüse zubereitet werden. Junge, zarte Blätter sind zwar säuerlich im Geschmack (reich an Vitamin C), man kann sie aber mit milden Kräutern mischen oder als Teemischung genießen (auch als „koptischer Tee“ bekannt). Ivan Chai, Russischer Tee oder Ivan-Tee, im Russischen früher auch Koporskij Tschaj (Копорский чай) nach dem früher wesentliche Mengen produzierenden Dorf Koporje ist fermentierter Weidenröschentee. Deswegen heißt das schmalblättrige Weidenröschen im Russischen Iwantee-Weidenblatt (Иван-чай узколистный). Der fermentierte Tee schmeckt dem Schwarztee ähnlich, ist aber ohne Teein (Coffein) und soll verschiedenste Heilwirkungen haben.
Bienen, die die Pollen von Epilobium angustifolium sammeln, sollen besonders aromatischen Honig geben. Insbesondere die unterirdischen Pflanzenteile sind reich an Gerb- und Schleimstoffen. Früher (und teilweise auch heute noch) wurden aus den Samenhaaren des Schmalblättrigen Weidenröschens Kerzendochte geflochten.
Die nordamerikanischen Haida aus British Columbia und Alaska verarbeiteten die äußeren Fasern der Stängel zur Herstellung von Schnüren, aus welchen sie wiederum Fischernetze knüpften. Andere Indigene der Amerikas verwendeten die langen Samenhaare, um sie zusammen mit Ziegenwolle zu Decken und Umhängen zu weben. Man verwandte sie im alten Russland auch zur Kissenfüllung.

### Verwendung in der Heilkunde und medizinische Forschung
Der Ausschuss für pflanzliche Arzneimittel (HMPC) der Europäischen Arzneimittel-Agentur (EMA) hat 2016 eine Monografie für Zubereitungen aus dem Kraut von Epilobium angustifolium und/oder E. parviflorum veröffentlicht. Demnach können bestimmte Zubereitungen aus Weidenröschenkraut bei Beschwerden der ableitenden Harnwege im Zusammenhang mit benigner Prostatahyperplasie (BPH) eingesetzt werden, wenn keine ernsthafte Erkrankung vorliegt.
Epilobium angustifolium wird als Teedroge volkstümlich bei Prostataerkrankungen (vor allem benigne Prostatahyperplasie) und Magen-Darm-Erkrankungen eingesetzt. In Versuchen zeigt sich eine antimikrobielle Wirkung eines Extraktes aus Epilobium angustifolium. Bei hormonabhängigen Prostataadenomen konnten in einer Studie Auszüge aus verschiedenen Epilobium-Arten, darunter auch Epilobium angustifolium, die Apoptose (Selbstzerstörung) der Krebszellen über eine Interaktion mit den Signalkaskaden in den Mitochondrien auslösen. Der polyphenolische Inhaltsstoff mit dem Namen Oenothein B aus Epilobium angustifolium zeigt immunmodulatorische Wirkungen.

## Trivialnamen
Weitere deutschsprachige Trivialnamen sind Stauden-Feuerkraut, Waldweidenröschen oder Waldschlagweidenröschen. Für das Schmalblättrige Weidenröschen bestehen bzw. bestanden auch die weiteren deutschsprachigen Trivialnamen: St. Antoniekraut (Ostpreußen), Eberkraut, Feuerkraut, Krebsblumen (Schlesien bei Lauban), kurilischer Tee (bezogen auf die Blüten), Unholdenkraut und wilde Wilge (Ostfriesland).